# Pietro Tommaso
Pietro Tommaso (nato Pierre de Salignac de Thomas; Salles-de-Belvès, 1305 – Famagosta, 6 gennaio 1366) è stato un vescovo francese, patriarca di Costantinopoli dal 1364 fino alla sua morte. È venerato come santo dalla Chiesa cattolica.

## Biografia
Secondo le più antiche biografie, nacque a Salimaso de Thomas, diocesi di Sarlat, che oggi si ritiene sia Lebreil, nel comune francese di Salles-de-Belvès (Dordogna). Il padre era un contadino; Pietro andò a studiare a Monpazier, vivendo di carità e con l'insegnamento ad altri giovani. Successivamente andò a Agen e di nuovo nel 1325 ritorno a Monpazier. Attratto dall'Ordine Carmelitano, studiò un anno a Leitor e, a 21 anni, entrò nell'ordine, facendo il noviziato a Condom o Bergerac.
Si fermò due anni a Bergerac, passando poi a Agen e Bordeaux. Insegnò poi logica e filosofia in Albi e fu insegnante anche a Parigi. Tornò in Aquitania nel 1345, quando fu eletto procuratore generale dell'ordine; dopo aver terminato gli studi teologici a Parigi, dove aveva conseguito il titolo di maestro nel 1348, si portò alla corte di papa Clemente VI ad Avignone e fece l'orazione funebre al suo funerale. Conosciuto per le sue abilità diplomatiche e la sua oratoria, cercò di aiutare i papi avignonesi come loro rappresentante, cercando di risolvere le divergenze tra i re cristiani, di compiere l'unificazione della Chiesa cattolica e ortodossa al fine di combattere i musulmani.
Nel 1352 fu legato papale durante le trattative di pace tra Genova, Venezia e Milano. Nel 1354 fu nominato vescovo di Patti e Lipari e fu il rappresentante del papa all'incoronazione di Carlo IV di Lussemburgo come re d'Italia a Milano. Nel 1356 fu in Serbia per cercare di pacificare il conflitto tra Venezia e l'Ungheria.
Tra il 1357 e il 1359 fu inviato a Costantinopoli, dove ricevette il sostegno dei nobili e dello stesso Giovanni V Paleologo per l'unificazione delle chiese cattolica e ortodossa. Nell'occasione compì un viaggio a Cipro ed un pellegrinaggio in Terra santa, tornando poi in Sicilia e a Cipro. Nel 1359 fu nominato Delegato alla Chiesa universale d'Oriente e vescovo di Corone e gli vennero anche affidate delle truppe con la missione di combattere i turchi; Pietro Tommaso si alleò con Venezia, Cipro e i cavalieri dell'Ordine di Malta. A Cipro incoronò Pietro I come re di Gerusalemme.
Pietro Tommaso concepì a questo punto l'idea di una nuova crociata e si diresse nei paesi dell'Europa occidentale per cercare appoggi ed aiuti; durante il viaggio approfittò per fare da mediatore in un conflitto tra Milano e Roma. Nel 1363 fu nominato arcivescovo di Candia, nel maggio 1364 Patriarca latino di Costantinopoli e legato pontificio di Urbano V, succedendo al cardinale Talleyrand. Nello stesso anno fondò la Scuola di Teologia presso l'Università di Bologna.

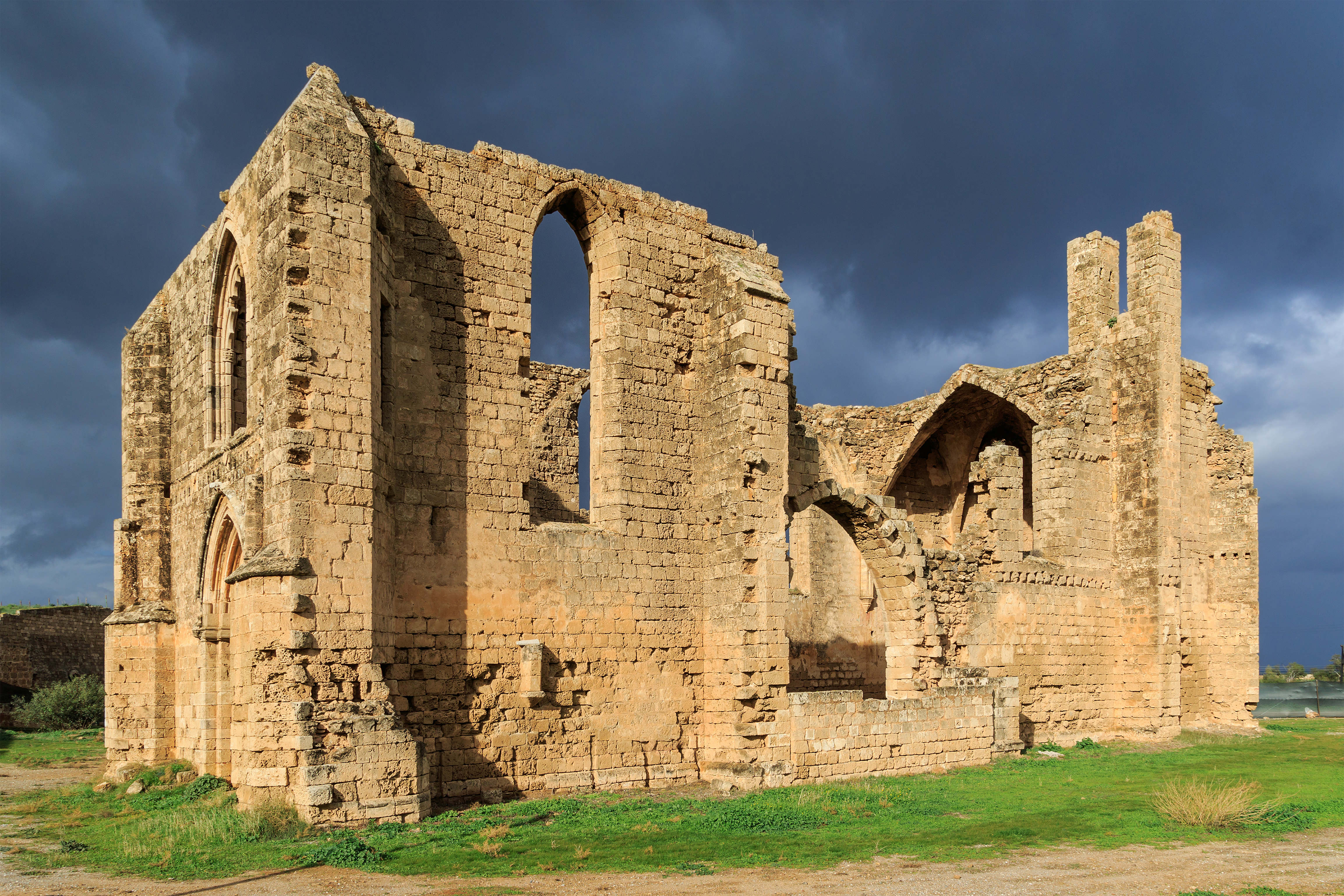
Rovine del convento carmelitano di Famagosta dove Pietro Tommaso morì.

Con Pietro I di Cipro partecipò alla crociata contro la città di Alessandria nel mese di ottobre del 1365, città che fu presa ma subito abbandonata, temendo un contrattacco turco. La tradizione dice che durante un assalto il vescovo fu colpito da una freccia e che morì a Cipro tre mesi dopo, il 6 gennaio 1366, così da apparire come un martire. In realtà Pietro Tommaso tornò a Famagosta, ma mentre si preparava per un viaggio a Roma, si ammalò e morì nel convento carmelitano della città.
Gli viene attribuito il trattato De Immaculata Conceptionis e quattro volumi di sermoni.

## Culto
Viene commemorato il 6 gennaio: dal Martirologio Romano: "A Famagosta nell'isola di Cipro, transito di san Pietro Tommaso, vescovo di Costantinopoli, dell'Ordine dei Carmelitani, che svolse la missione di legato del Romano Pontefice in Oriente".

## Genealogia episcopale
La genealogia episcopale è:
- Cardinale Guy de Boulogne
- Patriarca Pietro Tommaso, O.Carm.